# Femme Fatale Tour
Die Femme Fatale Tour ist eine Konzerttour der US-amerikanischen Popmusik-Sängerin Britney Spears, die am 16. Juni 2011 in Sacramento/USA startete und am 10. Dezember 2011 in San Juan/Puerto Rico endete. Die Tour umfasste 79 Auftritte, davon 39 in Nordamerika, 26 in Europa, 13 in Mittel- und Südamerika und erstmals ein Konzert in Dubai.

## Hintergrund
In einem Interview mit Ryan Seacrest in seiner Radioshow am 4. März 2011 kündigte Spears eine Tour durch die Vereinigten Staaten an. Nach ihren Auftritten am 29. März 2011 bei Good Morning America verkündete sie, dass Enrique Iglesias sie während der Tour begleiten werde. Nur wenige Stunden später wurde diese Meldung vom Billboard dementiert; Ray Wedell vom Billboard vermutete, dass Iglesias nicht nur als „opening act“ auftreten wollte. Die ersten 26 Konzertdaten wurden bereits am 29. März bekanntgegeben. Später wurden drei weitere Termine hinzugefügt. Im Vorprogramm ihrer Tournee durch Nordamerika trat Nicki Minaj auf, die für die Auftritte in Europa durch Joe Jonas ersetzt wurde.

## Entwicklung
Im März 2011 bestätigte Larry Rudolph, Spears’ Manager, Jamie King als Director und Brian Friedman als Choreograph der Tour. Beide waren bereits an der Circus Tour beteiligt. Am 21. April 2011 gab Friedman seinen Ausstieg aus dem Team bekannt, als Grund nannte er, dass er bereits an anderen Projekten arbeite. Am 30. April 2011 veröffentlichte Spears ein Video, das sie während der Proben zu ihrer Tour zeigt. Am 11. Mai 2011 gab Sabi, die zusammen mit Spears den Song Drop Dead (Beautiful) für das Album Femme Fatale aufgenommen hat, am Rande des Abendessens des St.-Bernard-Projektes, welches von Spears moderiert wurde, bekannt, dass sie bei einigen ausgewählten Konzerten zusammen mit Spears den Song singen werde.
Am 26. Mai wurde ein weiterer Konzerttermin in Atlantic City bekanntgegeben. Am 30. Mai 2011 gab Spears per Facebook bekannt, dass die Tour auch in Europa stattfinden werde.
Am 6. Juni wurden insgesamt sieben neue Termine allein für England bekanntgegeben. Vier Konzerte waren dabei allein für The O₂ in London geplant.
Auf ihrer Website wurde am 7. Juni ein Video veröffentlicht, in dem Spears zum ersten Mal die Bühne für die Tour gezeigt wird.
Am 10. Juni 2011 wurden ausgewählte Fans und Vertreter der Presse, unter anderem Perez Hilton, zu einer der letzten Proben vor dem Tourstart eingeladen. Alle eingeladenen Gäste äußerten sich durchweg positiv dazu. Außerdem wurde auf ihrer Website ein Countdown bis zum Tourstart geschaltet, wobei jeden Tag ein neues Video zu den Proben veröffentlicht wurde.
Am 26. Juli gab Spears während einer Liveübertragung neue Termine in Süd- und Mittelamerika bekannt. Während der Übertragung wurden vorerst nur fünf Termine bekanntgegeben, später folgten weitere vier. Außerdem entschuldigte sie sich bei ihren Fans, dass sie während der Tour The Circus Starring: Britney Spears nicht nach Südamerika gekommen war, und bedankte sich für die Unterstützung. Am 27. Juli kamen dann weitere vier Termine für Südamerika dazu.
Erstmals in ihrer Karriere gab Spears auch ein Konzert in den Vereinigten Arabischen Emiraten. Das Konzert fand am 11. November 2011 statt, einen Tag vor dem Großen Preis von Abu Dhabi.
Am 30. November bestätige der Bürgermeister von Mexiko-Stadt via Twitter, dass Spears ein kostenfreies Konzert in der Stadt geben werde. Das Konzert fand am 4. Dezember vor ca. 80.000 Menschen auf dem Platz Placa Monumento a la Revolución mitten in Mexiko-Stadt statt.

## Konzertbeschreibung
Die Show, die in fünf Segmente unterteilt ist, schildert eine Geschichte, in der Spears eine Geheimagentin ist und von einem Stalker verfolgt wird, der von Rudolf Martin gespielt wurde. Nachdem ein Neonschild mit der Aufschrift „Femme Fatale“ von der Bühne gehoben wird, beginnt die Show mit einem Video, in dem Britney Spears von der Polizei nach einer Jagdsequenz verhaftet wird. In dem Video sagt sie: „Ich bin nicht so unschuldig“. Nach dem Ende des Videos öffnet sich die Leinwand, und Spears erscheint sitzend auf einem metallischen Thron in einem silbernen Kostüm um ihren Song Hold It Against Me zu singen. Der zweite Song ist Up N’ Down (ebenfalls aus ihrem Album Femme Fatale). Während der Darbietung sind Spears und ihre weiblichen Tänzerinnen in Käfigen eingesperrt. Nach einem Spaziergang um die B-Bühne auf einem Förderband legt Spears einem weißen Trenchcoat und eine dunkle Sonnenbrille an und singt ihren Song 3. Dann geht sie bei Piece of me auf eine Plattform und schwebt über die Bühne. Dann folgt eine Pause, unterlegt mit einem Video, welches Teile aus dem Video zu My Prerogative enthält. Während des Videos erfährt der Zuschauer, dass Britney Spears eine Geheimagentin ist. Der nächste Abschnitt beginnt mit Spears in einem rosa Latexbody und Jacke, dazu singt sie Big Fat Bass, während will.i.am im Hintergrund auf der Leinwand erscheint. Sie zieht die Jacke aus der Aufführung von How I Roll aus und steigt in ein rosa Cabrio vom Typ Mini Cooper. Während einer kleinen Pause wird ein männliches Mitglied aus dem Publikum geholt und zu Spears gebracht. Während der Darbietung von Lace and Leather tanzt sie um ihn herum und schlingt ihre Beine von hinten um seinen Hals. Nach einem Kostümwechsel geht Spears in den Song If U Seek Amy über, dabei trägt sie einen weißen Minirock und tanzt dabei; dieser Teil erinnert an Marilyn Monroes legendäre Szene in The Seven Year Itch (1955).

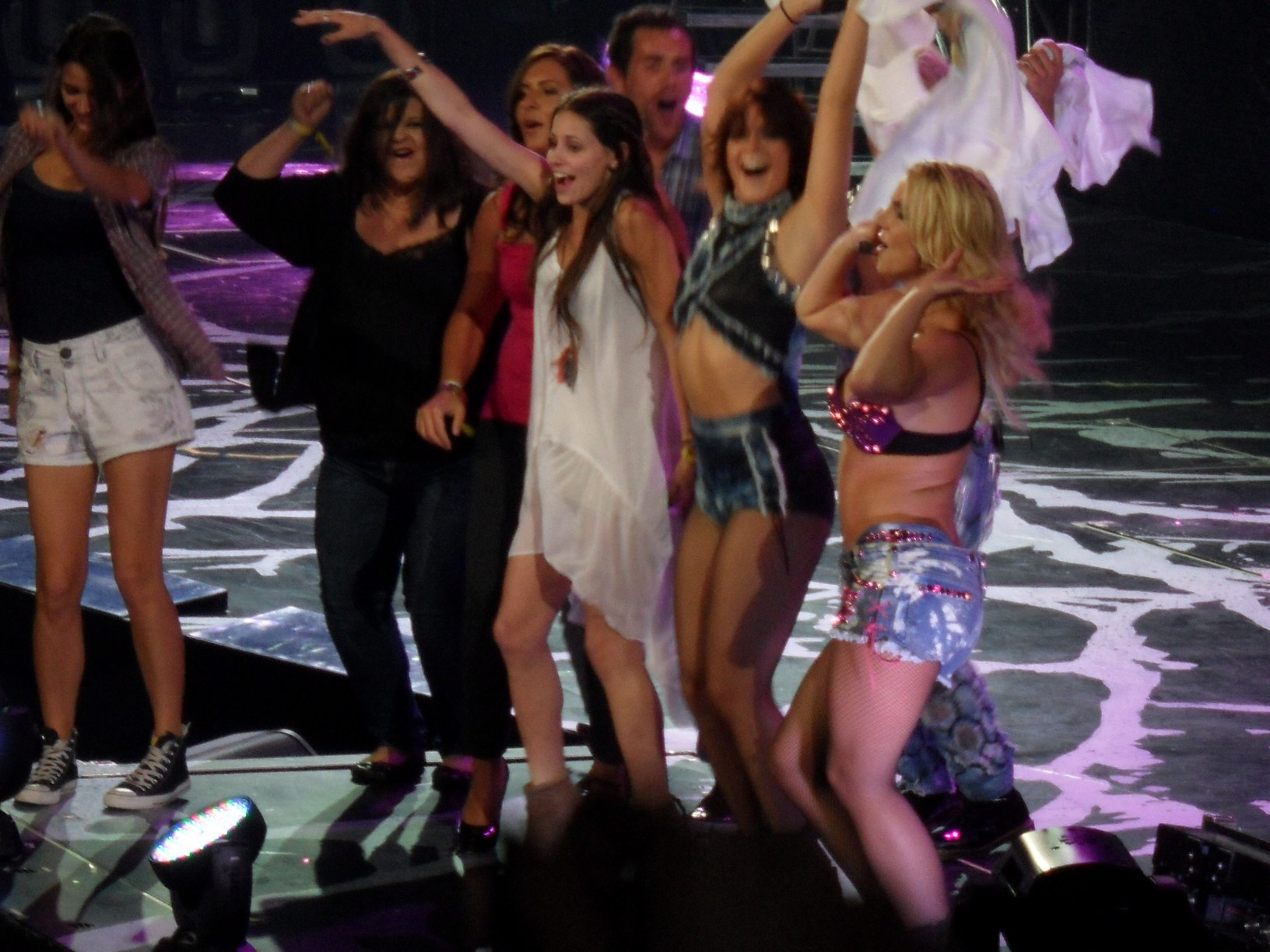
Spears tanzt mit einigen Fans zu ihrem Song I Wanna Go

Während der Aufführung von I Wanna Go werden Mitglieder des Publikums auf die Bühne geholt, um mit Spears zu dem Song zu tanzen. Ein Videoeinspieler, in dem der Stalker über die Femme fatales in der Geschichte spricht, beginnt der dritte Abschnitt. Spears erscheint wieder auf der Bühne mit einem goldenen Outfit und führt eine ägyptisch geprägte Version von Gimme More auf, mit einem Lastenkahn und Feuerwerk. In ihrer nächsten Nummer (Drop Dead) Beautiful ist Spears von ihren Tänzern mit Bilderrahmen umgeben, dieser Auftritt enthält einen Auftritt von Sabi, allerdings nur in ausgewählten Städten. Dann singt sie den Song Boys (Co-Ed Remix). Nach dem Aufstieg in eine Schaukel, beginnt sie Don’t Let Me Be the Last to Know, während ein Akrobat von ihr hängt. Nachdem ein weiteres Video abgespielt worden ist, kommen Spears und ihre Tänzer in Motorradkleidung auf die Bühne, um zu einem Medley … Baby One More Time und S&M zu tanzen. Während des nächsten Songs Trouble for Me wird Spears von ihren Tänzerinnen auf die B-Bühne begleitet. Nach ihrem Song I’m a Slave 4 U folgt eine Coverversion von Madonnas Burning Up. Dabei tanzt sie auf der Spitze einer riesigen Silber-Gitarre. Danach singt sie Womanizer mit ihren Tänzern als Polizisten verkleidet und dankt dem Publikum. Die Zugabe beginnt mit einem Videoeinspieler in einem Spears-Kimono. Sie singt dann ihren Song Toxic in einem Kimono, während ihre Tänzer als Ninjas verkleidet auf der Bühne tanzen. Am Ende des Liedes geht sie unter die Bühne und kehrt in einem schwarzen glitzernden Body für Till the World Ends zurück. Nach der Hälfte des Liedes erscheint Nicki Minaj auf der Bühne und rappt ihren Vers des Songs. Nach dem Lied fliegt Spears in einer Plattform mit riesigen Engelsflügeln über die Bühne. Die Show endet damit, dass Britney Spears und ihre Tänzer sich beim Publikum bedanken, Konfetti fällt und das „Femme-Fatale“-Schild wieder auf die Bühne abgesenkt wird.

## Kritik
Einen Tag nach dem Start in Sacramento erhielt Spears positive Kritiken der US-Presse für das Konzept der Femme Fatale Tour und ihre gesanglichen und tänzerischen Leistungen. Nachdem sie während ihrer letzten Tour The Circus Starring: Britney Spears für ihren Playback-Gesang stark kritisiert wurde, fiel bei der Femme Fatale Tour positiv auf, dass Spears live sang und nur gelegentlich auf Background Vocals setzte.
Aus Sacramento selbst wurde von einer ausverkaufter Show berichtet. Der Sacramento Bee beispielsweise schrieb: „Sie trat die komplette Show auf wie ein Profi. Die ausverkaufte Halle war von Beginn an von Spears’ herausragenden Songs begeistert“ oder „es ist so befriedigend zu sehen, wie relaxt sie wirkt und scheinbar genauso viel Spaß hatte wie das enthusiastische Publikum im Power Balance Pavilion.“
Die Zeitschrift Rolling Stone schrieb: „Aber wirklich, der Abend gehörte ganz Britney: Sie konnte beweisen, dass sie sich als Showgirl immer noch weiterentwickelt. Und nicht nur das, sie macht das auch noch besser als es selbst ihre eingefleischten Verteidiger vorhergesagt hätten.“
Nach ihren Shows in Nashville und Atlanta platzierte sich Spears in der Billboard´s Hot Tours List, mit einem Einspielergebnis von 1.563.934 $ nach 2 Konzerten, auf Platz 10. Die Website Pollstar listet die Tour mit einem Einspielergebnis von 6,2 Millionen $ nach den ersten zehn Shows auf Platz 55. Am 22. September 2011 konnte sich die Tour auf Platz 6 der Top 20 Concert Tours der Website Pollstar platzieren. Dem Ranking nach betrugen die Einnahmen der Shows in Nordamerika pro Stadt durchschnittlich 940.165 $.
Am 9. Dezember veröffentlichte das Magazin Billboard die Liste der erfolgreichsten Tourneen in Amerika. Dabei belegt die Femme Fatale Tour mit 39 Konzerten, davon 14 ausverkauft, Platz 19. Die Einnahmen in Amerika betrugen 37.100.000 US-Dollar und insgesamt besuchten 396.000 Fans die Konzerte der ersten Etappe.
Die Website Pollstar veröffentlichte am Jahresende eine Liste der erfolgreichsten Tourneen 2011. Mit Gesamteinnahmen von rund 69 Millionen US-Dollar belegt Spears darin Platz 11. Der durchschnittliche Preis von einem Ticket betrug 98 US-Dollar.

## Tour-DVD
Unter dem Namen Britney Spears Live: The Femme Fatale Tour ist eine Live-DVD der Tour erschienen. Die DVD wurde am 13. und 14. August während der Konzerte im Air Canada Centre in Toronto in 2D und 3D aufgenommen. Der amerikanische TV-Sender EpixHD strahlte die Aufnahmen am 12. November 2011 aus. Die BBC strahlt die 2D-Version am 24. Dezember in Großbritannien und Nordirland aus, die 3D-Version folgt im Februar 2012. Die Tour ist damit eine der ersten Tourneen überhaupt, die in 3D ausgestrahlt wird. In der TV-Übertragung wurde auf Anweisung ihres Managements teilweise der Studio Sound der Songs über den Live-Gesang gelegt.
In Deutschland erscheint die DVD am 16. Dezember, nachdem der Termin bereits zweimal aufgrund von Produktionsproblemen verschoben wurde.

## Wissenswertes
- Nach den ersten zehn Shows betrug der Gewinn bereits 6,2 Millionen US-Dollar.[31]
- Die Bühnenoutfits stammen von Zaldy Goco, er arbeitete bereits mit Gwen Stefani und Lady Gaga zusammen.
- Spears wurde bei jedem Konzert von 140 Arbeitern, 125 Team-Mitgliedern, 14 Tour-Bussen, 16 Tänzern und 2 Live-Musikern begleitet.
- Die Bühne wurde von der Decke nach unten zum Boden aufgebaut.
- Während der Tour besuchte Spears einige Länder, in denen sie in ihrer 13-jährigen Karriere noch nie gewesen war, so zum Beispiel die Vereinigten Arabischen Emirate oder Puerto Rico.
- Einige restliche Tickets für das Konzert in Dubai waren auf dem Schwarzmarkt über 1000 US-Dollar wert, außerdem verursachten die 35.000 Fans in Dubai bei der Anreise ein Verkehrschaos.[32]
- Am 12. November wurde ihr Konzert in New York am Times Square ausgestrahlt.[33]
- Das einzige Konzert in Deutschland war nur zur Hälfte besucht. Insgesamt erschienen rund 8000 Fans in der Lanxess Arena in Köln am 18. Oktober 2011.[34]

## Vorgruppen
- Nicki Minaj (Nordamerika: Leg 1) (ausgewählte Daten)[5]
- Jessie and the Toy Boys (Nordamerika: Leg 1) (ausgewählte Daten)[5]
- Nervo (Nordamerika: Leg 1) (ausgewählte Daten [5]
- DJ Pauly D  (Nordamerika: Leg 1) (ausgewählte Daten)[35]
- Joe Jonas (East Rutherford, Europa)[36]
- Destinee & Paris  (ausgewählte Daten in Nordamerika, Europa)

## Setliste

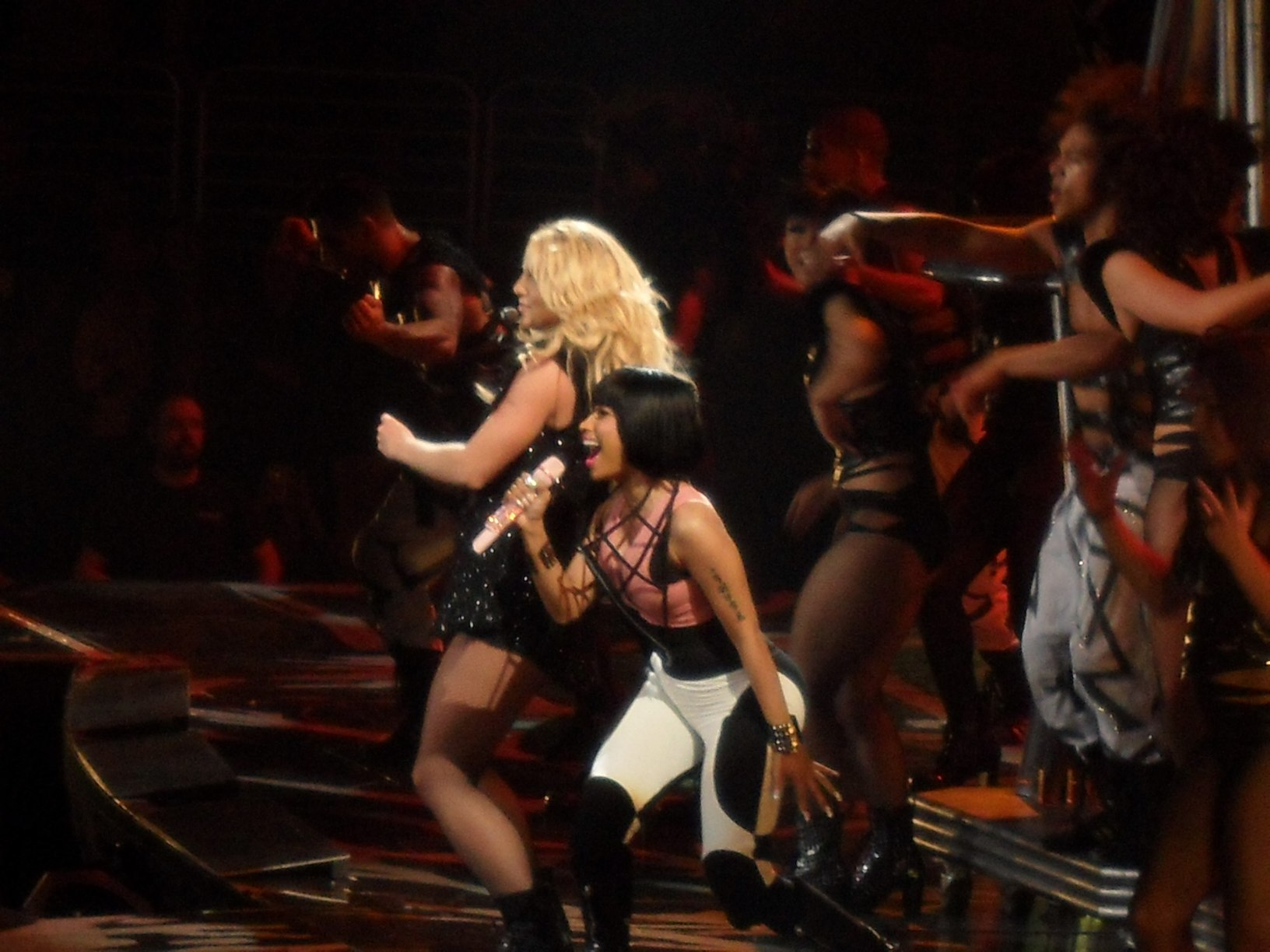
Britney Spears und Nicki Minaj singen Till the World Ends während der Femme-Fatale-Tour.

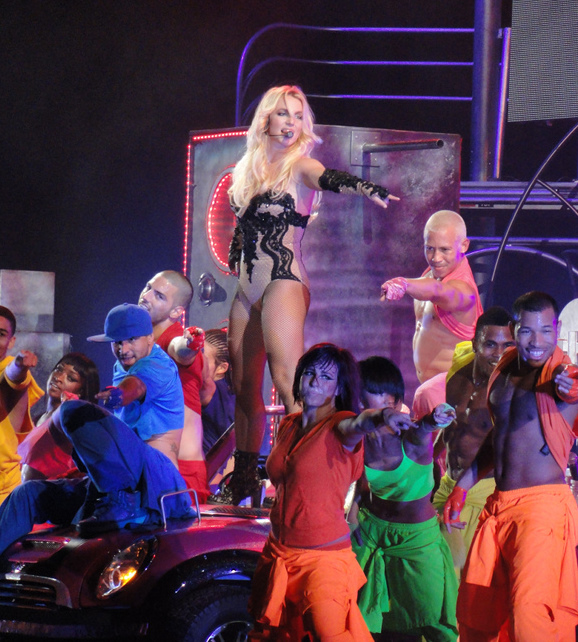
Britney Spears umringt von ihren Tänzern während der Performance von How I Roll.

Akt 1: The Game Of The Cat And Mouse [Intro]
- Hold It Against Me
- Up N’ Down
- 3
- Piece of Me

Akt 2: Electronic Music In My Life [Intro]
- Big Fat Bass
- How I Roll
- Lace and Leather
- If U Seek Amy

Akt 3: The Temptress [Intro]
- Gimme More (enthält Elemente von Get Naked (I Got a Plan))
- (Drop Dead) Beautiful (enthält Elemente von Inside Out (aufgeführt mit Sabi bei ausgewählten nordamerikanischen Konzerten))
- He About to Lose Me (aufgeführt bei ausgewählten nordamerikanischen Konzerten)
- Don’t Let Me Be the Last to Know
- Boys (The Co-Ed Remix)

Akt 4: Around The Time [Intro]
- … Baby One More Time
- S&M
- Trouble for Me
- I’m a Slave 4 U
- Burning Up (Cover von Madonna) (aufgeführt bei ausgewählten nordamerikanischen Konzerten)
- I Wanna Go
- Womanizer (enthält Elemente des Jason Nevins Club Remixes)

Akt 5: Sexy Assassin [Intro]
- Toxic (enthält Elemente des Peter Rauhofer Reconstruction Mixes)
- Till the World Ends (enthält Elemente des Femme Fatale Remixes) (mit Nicki Minaj Minaj bei ausgewählten nordamerikanischen Konzerten aufgeführt)

## Tourdaten
| Nordamerika        |                   |                              |                                   |
| 16. Juni 2011      | Sacramento        | Vereinigte Staaten           | Power Balance Pavillon            |
| 18. Juni 2011      | San José          | Vereinigte Staaten           | HP Pavilion                       |
| 20. Juni 2011      | Los Angeles       | Vereinigte Staaten           | Staples Center                    |
| 22. Juni 2011      | Phoenix           | Vereinigte Staaten           | Jobing.com Arena                  |
| 24. Juni 2011      | Anaheim           | Vereinigte Staaten           | Honda Center                      |
| 25. Juni 2011      | Las Vegas         | Vereinigte Staaten           | MGM Grand Garden Arena            |
| 28. Juni 2011      | Portland          | Vereinigte Staaten           | Rose Garden Arena                 |
| 29. Juni 2011      | Tacoma            | Vereinigte Staaten           | Tacoma Dome                       |
| 1. Juli 2011       | Vancouver         | Kanada                       | Rogers Arena                      |
| 4. Juli 2011       | Winnipeg          | Kanada                       | MTS Centre                        |
| 6. Juli 2011       | St. Paul          | Vereinigte Staaten           | Xcel Energy Center                |
| 8. Juli 2011       | Chicago           | Vereinigte Staaten           | United Center                     |
| 9. Juli 2011 1     | Milwaukee         | Vereinigte Staaten           | Marcus Amphitheater               |
| 12. Juli 2011      | Dallas            | Vereinigte Staaten           | American Airlines Center          |
| 13. Juli 2011      | Houston           | Vereinigte Staaten           | Toyota Center                     |
| 15. Juli 2011      | New Orleans       | Vereinigte Staaten           | New Orleans Arena                 |
| 17. Juli 2011      | Atlanta           | Vereinigte Staaten           | Philips Arena                     |
| 18. Juli 2011      | Nashville         | Vereinigte Staaten           | Bridgestone Arena                 |
| 20. Juli 2011      | Orlando           | Vereinigte Staaten           | Amway Center                      |
| 22. Juli 2011      | Miami             | Vereinigte Staaten           | American Airlines Arena           |
| 23. Juli 2011      | Jacksonville      | Vereinigte Staaten           | Veterans Memorial Arena           |
| 26. Juli 2011      | Cleveland         | Vereinigte Staaten           | Quicken Loans Arena               |
| 28. Juli 2011      | Detroit           | Vereinigte Staaten           | Palace of Auburn Hills            |
| 3. Juli 2011       | Philadelphia      | Vereinigte Staaten           | Wells Fargo Center                |
| 31. Juli 2011      | Washington, D.C.  | Vereinigte Staaten           | Verizon Center                    |
| 2. August 2011     | Union Dale        | Vereinigte Staaten           | Nassau Veterans Memorial Coliseum |
| 5. August 2011     | East Rutherford   | Vereinigte Staaten           | Izod Center                       |
| 6. August 2011     | Atlantic City     | Vereinigte Staaten           | Boardwalk Hall                    |
| 8. August 2011     | Boston            | Vereinigte Staaten           | TD Garden                         |
| 9. August 2011     | Hartford          | Vereinigte Staaten           | XL Center                         |
| 11. August 2011    | Montreal          | Kanada                       | Bell Centre                       |
| 13. August 2011    | Toronto           | Kanada                       | Air Canada Centre                 |
| 14. August 2011    | Toronto           | Kanada                       | Air Canada Centre                 |
| 17. August 2011    | Grand Rapids      | Vereinigte Staaten           | Van Andel Arena                   |
| 19. August 2011    | Pittsburgh        | Vereinigte Staaten           | Consol Energy Center              |
| 20. August 2011    | Columbus          | Vereinigte Staaten           | Nationwide Arena                  |
| 22. August 2011    | Indianapolis      | Vereinigte Staaten           | Conseco Fieldhouse                |
| 24. August 2011    | Charlotte         | Vereinigte Staaten           | Time Warner Cable Arena           |
| 25. August 2011    | Raleigh           | Vereinigte Staaten           | RBC Center                        |
| Europa             |                   |                              |                                   |
| 22. September 2011 | Sankt Petersburg  | Russland                     | Eissportarena Sankt Petersburg    |
| 24. September 2011 | Moskau            | Russland                     | Olimpijski                        |
| 29. September 2011 | Kiew              | Ukraine                      | Sportpalast Kiew                  |
| 30. September 2011 | Budapest          | Ungarn                       | Papp László Budapest Sportaréna   |
| 1. Oktober 2011    | Zagreb            | Kroatien                     | Arena Zagreb                      |
| 3. Oktober 2011    | Zürich            | Schweiz                      | Hallenstadion                     |
| 5. Oktober 2011    | Amnéville         | Frankreich                   | Galaxie, Amnéville                |
| 6. Oktober 2011    | Paris             | Frankreich                   | Palais Omnisports de Paris-Bercy  |
| 8. Oktober 2011    | Antwerpen         | Belgien                      | Sportpaleis                       |
| 10. Oktober 2011   | Herning           | Dänemark                     | Jyske Bank Boxen                  |
| 11. Oktober 2011   | Malmö             | Schweden                     | Malmö Arena                       |
| 14. Oktober 2011   | Helsinki          | Finnland                     | Hartwall Areena                   |
| 16. Oktober 2011   | Stockholm         | Schweden                     | Ericsson Globe                    |
| 18. Oktober 2011   | Köln              | Deutschland                  | Lanxess Arena                     |
| 19. Oktober 2011   | Rotterdam         | Niederlande                  | Ahoy                              |
| 21. Oktober 2011   | Montpellier       | Frankreich                   | Arena Montpellier                 |
| 24. Oktober 2011   | Dublin            | Irland                       | The O₂Dublin                      |
| 25. Oktober 2011   | Belfast           | Vereinigtes Königreich       | Odyssey Arena                     |
| 27. Oktober 2011   | London            | Vereinigtes Königreich       | The O₂                            |
| 28. Oktober 2011   | London            | Vereinigtes Königreich       | The O₂                            |
| 30. Oktober 2011   | Birmingham        | Vereinigtes Königreich       | LG Arena                          |
| 31. Oktober 2011   | London            | Vereinigtes Königreich       | Wembley Arena                     |
| 3. November 2011   | Newcastle         | Vereinigtes Königreich       | Metro Radio Arena                 |
| 5. November 2011   | Sheffield         | Vereinigtes Königreich       | Sheffield Motorpoint Arena        |
| 6. November 2011   | Manchester        | Vereinigtes Königreich       | Manchester Evening News Arena     |
| 9. November 2011   | Lissabon          | Portugal                     | Pavilhão Atlântico                |
| Asien              |                   |                              |                                   |
| 11. November 2011  | Dubai             | Vereinigte Arabische Emirate | Yas-Insel                         |
| Südamerika         |                   |                              |                                   |
| 15. November 2011  | Rio de Janeiro    | Brasilien                    | Apotese                           |
| 18. November 2011  | São Paulo         | Brasilien                    | Anhembi Convention Center         |
| 20. November 2011  | La Plata          | Argentinien                  | Estadio Ciudad de La Plata        |
| 22. November 2011  | Santiago de Chile | Chile                        | Estadio Nacional de Chile         |
| 24. November 2011  | Lima              | Peru                         | Estadio Monumental „U“            |
| 26. November 2011  | Bogotá            | Kolumbien                    | Parque Simon Bolivar              |
| 28. November 2011  | Caracas           | Venezuela                    | Universidad Simón Bolívar         |
| 1. Dezember 2011   | Guadalajara       | Mexiko                       | Estadio Tres de Marzo             |
| 3. Dezember 2011   | Mexiko-Stadt      | Mexiko                       | Foro Sol                          |
| 4. Dezember 2011 2 | Mexiko-Stadt      | Mexiko                       | Placa Monumento a la Revolución   |
| 6. Dezember 2011   | Monterrey         | Mexiko                       | Estadio Universitario             |
| 8. Dezember 2011   | Santo Domingo     | Dominikanische Republik      | Estadio Olimpico                  |
| 10. Dezember 2011  | Hato Rey          | Puerto Rico                  | Coliseo De Puerto Rico            |

1 Dieses Konzert war Teil des Summerfest 2011.
2 Zusatzkonzert mit freien Eintritt

## Einnahmen
| Veranstaltungsort                | Stadt           | Anzahl der Shows | Gekaufte Tickets       | Einnahmen    |
| -------------------------------- | --------------- | ---------------- | ---------------------- | ------------ |
| Staples Center                   | Los Angeles     | 1                | 12.339/12.339 (100 %)  | 1.581.707 $  |
| Rose Garden                      | Portland        | 1                | 7.171/8.717 (82 %)     | 513.297 $    |
| American Airlines Center         | Dallas          | 1                | 11.540/12.776 (90 %)   | 1.181.767 $  |
| Philips Arena                    | Atlanta         | 1                | 13.014/13.495 (96 %)   | 988.235 $    |
| Bridgestone Arena                | Nashville       | 1                | 10.883/12.732 (85 %)   | 575.699 $    |
| Amway Center                     | Orlando         | 1                | 11.215/12.953 (87 %)   | 1.032.656 $  |
| Palace of Auburn Hills           | Auburn Hills    | 1                | 13.144/13.144 (100 %)  | 989.737 $    |
| Veterans Memorial Arena          | Jacksonville    | 1                | 6.001/6.441 (93 %)     | 419.736 $    |
| Van Vandel Arena                 | Grand Rapids    | 1                | 7.389/9.444 (78 %)     | 399.018 $    |
| Verizon Center                   | Washington D.C. | 1                | 12.023/14.084 (85 %)   | 1.331.270 $  |
| Boardwalk Hall                   | Atlantic City   | 1                | 8.925/11.277 (79 %)    | 969.570 $    |
| Bell Centre                      | Montreal        | 1                | 8.772/10.445 (84 %)    | 942.113 $    |
| Air Canada Centre                | Toronto         | 1                | 21.239/21.239 (100 %)  | 2.375.640 $  |
| Sportpaleis                      | Antwerpen       | 1                | 9.323/11.868 (78 %)    | 858.151 $    |
| Manchester Evening News Arena    | Manchester      | 1                | 12,653/13,644 (93 %)   | 978.972 $    |
| O² Arena                         | London          | 2                | 24.902/26.550 (93 %)   | 1.818.120 $  |
| Arena Anhembi                    | Sao Paulo       | 1                | 20,644 / 35,000 (58 %) | 2.224.890 $  |
| Estadio Unico Ciudad de La Plata | Buenos Aires    | 1                | 21,717 / 35,613 (60 %) | 2.535.020 $  |
| Praca da Apoteose                | Rio de Janeiro  | 1                | 13,048 / 35,000 (37 %) | 1.493.260 $  |
| Estadio de Simon Bolivar         | Caracas         | 1                | 8,474 / 8,474 (100 %)  | 3.183.790 $  |
| Coliseo de Puerto Rico           | Hato Rey        | 1                | 10,634 / 11,637 (91 %) | 1.263.710 $  |
| TOTAL                            | TOTAL           |                  | 265.050/336.872 (78 %) | 27.656.358 $ |